# Charles Ray (acteur)
Pour les articles homonymes, voir Charles Ray et Ray.
Charles Ray (15 mars 1891, Jacksonville, Illinois - 23 novembre 1943, Los Angeles, Californie) est un acteur, scénariste, réalisateur  et producteur américain du cinéma muet.

## Biographie
Jeune acteur de théâtre, Charles Ray est découvert par le réalisateur et producteur Thomas H. Ince. Extrêmement populaire dans un certain nombre de films mettant en scène des rôles juvéniles ou des jeunes paysans, la carrière de Charles Ray s'essouffle lorsqu'il perd ses traits de jeunesse qui justement servaient si bien le cinéma. Par ailleurs, il aurait été également connu des professionnels du cinéma pour avoir une personnalité à l'ego surdimensionné. Il crée sa propre Société de Production (Charles Ray Productions) qui tourne quelques films entre 1920 et 1923. En 1926, il joua dans Paris face à la jeune Joan Crawford. Toutefois, il tenta de changer le profil de sa carrière en jouant des rôles d'hommes sophistiqués sans grand succès comme ce fut le cas dans The Courtship of Myles Standish (film considéré comme perdu), puis terminant sa carrière dans de petites pièces.
Il meurt d'une infection dentaire à l'âge de 52 ans.

## Filmographie partielle

### Comme acteur

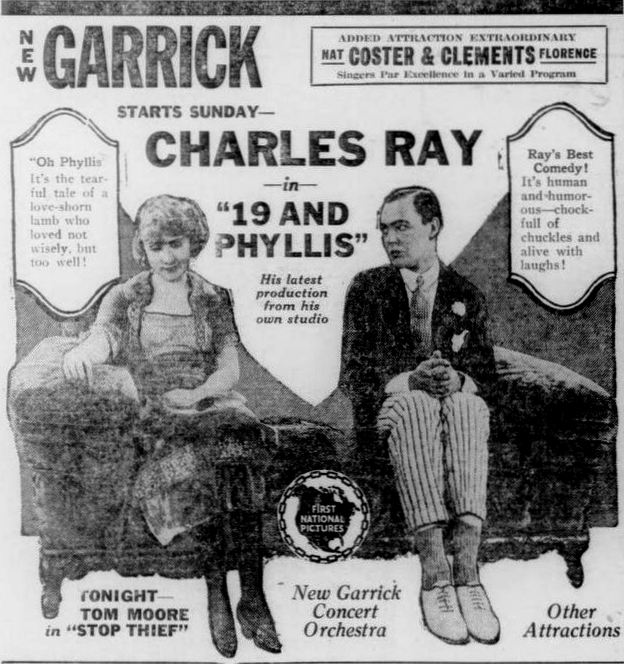
Annonce pour le film Nineteen and Phyllis (1920).

Charles Ray a joué dans 168 films entre 1911 et 1944.
- 1911 : The Fortunes of War de Thomas H. Ince
- 1913 : Le Fils favori (The Favorite Son) de Francis Ford
- 1913 : The Soul of the South de Thomas H. Ince
- 1913 : The Witch of Salem de Raymond B. West
- 1913 : The Boomerang de Thomas H. Ince
- 1913 : Bread Cast Upon the Waters de Thomas H. Ince
- 1913 : For Mother's Sake de Burton L. King
- 1914 : A Military Judas de Thomas H. Ince et Jay Hunt
- 1914 : One of the Discard de Thomas H. Ince
- 1914 : The Power of the Angelus de Thomas H. Ince et William H. Clifford
- 1915 : The Cup of Life de Thomas H. Ince et Raymond B. West
- 1915 : Un lâche (The Coward) de Reginald Barker et Thomas H. Ince
- 1915 : In the Tennessee Hills de James Vincent
- 1915 : The Grudge de William S. Hart
- 1916 : Peggy de Thomas H. Ince et Charles Giblyn
- 1916 : Richesse maudite (The Dividend) de Thomas H. Ince et Walter Edwards
- 1916 : The Deserter de Walter Edwards
- 1916 : La Petite servante (Plain Jane) de Charles Miller
- 1917 : The Pinch Hitter de Victor Schertzinger
- 1917 : The Millionaire Vagrant de Victor Schertzinger
- 1917 : Le Lourdaud (The Clodhopper) de Victor Schertzinger
- 1917 : Jim le vif (Sudden Jim) de Victor Schertzinger
- 1917 : Le Système D (The Son of His Father) de Victor Schertzinger
- 1918 : Volonté (Playing the Game) de Victor Schertzinger
- 1918 : Les Dirigeants (His Own Home Town) de Victor Schertzinger
- 1918 : Heureux hasard de Victor Schertzinger
- 1918 : La Revanche d'un timide (String Beans) de Victor Schertzinger
- 1919 : Pour venger son père (The Sheriff's Son) de Victor Schertzinger
- 1919 : Le Champion (The Busher) de Jerome Storm
- 1919 : Les Caprices de la fortune (Bill Henry) de Jerome Storm
- 1920 : Vouloir c'est pouvoir (Alarm Clock Andy) de Jerome Storm
- 1920 : Nineteen and Phyllis de Joseph De Grasse
- 1920 : Le Roi du bluff (Homer Comes Home) de Jerome Storm
- 1920 : Les Surprises d'un héritage (45 Minutes from Broadway) de Joseph De Grasse
- 1920 : Un garçon précieux (The Village Sleuth) de Jerome Storm
- 1920 : Un garçon vieux-jeu (An Old Fashioned Boy) de Jerome Storm
- 1921 : La Petite Baignade (The Old Swimmin' Hole) de Joseph De Grasse
- 1922 : Robin des Bois (Robin Hood) de Allan Dwan
- 1922 : L'Audace et l'Habit (A Tailor-Made Man) de Joseph De Grasse
- 1923 : Ponjola de Donald Crisp
- 1926 : Paris de Edmund Goulding
- 1926 : Une femme aux enchères (The Auction Block) de Hobart Henley
- 1927 : The American de James Stuart Blackton
- 1928 : The Garden of Eden de Lewis Milestone
- 1934 : La Demoiselle du téléphone (Ladies Should Listen) de Frank Tuttle
- 1934 : Ticket to a Crime de Lewis D. Collins
- 1934 : Avec votre permission (By Your Leave) de Lloyd Corrigan
- 1935 : Welcome Home de James Tinling
- 1941 : Un yankee dans la R.A.F. (A Yank in the R.A.F.) de Henry King
- 1941 : Hurry, Charlie, Hurry de Charles E. Roberts
- 1941 : Harvard, Here I Come! (en) de Lew Landers
- 1941 : The Man Who Lost Himself d'Edward Ludwig
- 1941 : Married Bachelor de Edward Buzzell et Norman Taurog
- 1941 : Rendez-vous d'amour (Appointment for Love) de William A. Seiter
- 1942 : The Postman Didn't Ring de Harold D. Schuster
- 1942 : Tennessee Johnson de William Dieterle
- 1942 : The Magnificent Dope de Walter Lang
- 1942 : Rio Rita de S. Sylvan Simon
- 1943 : L'Amour travesti (Slightly Dangerous) de S. Sylvan Simon
- 1944 : An American Romance de King Vidor

### Comme réalisateur
- 1921 : R.S.V.P.
- 1921 : Two Minutes to Go
- 1921 : La Cloche de minuit (A Midnight Bell)
- 1921 : Scrap Iron
- 1922 : Ah ! Quelle douche ! (Alias Julius Caesar)
- 1922 : Smudge
- 1922 : The Deuce of Spades
- 1922 : Gas, Oil and Water
- 1922 : The Barnstormer

### Comme scénariste
- 1920 : Dangerous Business (en)
- 1921 : Scrap Iron
- 1922 : Smudge